# 2010年亚洲运动会乌兹别克斯坦代表团
2010年亚洲运动会乌兹别克斯坦代表团总共有229名运动员参赛，男运动员153名，女运动员76名。
奖牌榜：
| 名次 | 代表团  | 金牌 | 银牌 | 铜牌 | 总数 |
| ---- | ------- | ---- | ---- | ---- | ---- |
| 8    | （UZB） | 11   | 22   | 23   | 56   |

## 奖牌获得者

### 金牌
1. 斯韦特兰娜·拉济维尔：田径 - 女子跳高
2. 叶利绍德-拉苏洛夫：拳击 - 男子81公斤级
3. 阿尔图尔·泰马佐夫：摔跤 - 男子自由式120公斤级
4. 博尔佐夫、巴巴贾诺夫、莫恰洛夫、戈恩：皮划艇-静水 - 男子四人皮艇1000米
5. 米尔别科夫、科奇涅夫：皮划艇-静水 - 男子双人划艇1000米
6. 瓦季姆·梅尼科夫 皮划艇-静水 - 男子单人划艇1000米
7. 尤利娅-塔拉索娃：田径 - 女子七项全能
8. 迪尔绍德-曼苏罗夫：摔跤 - 男子自由式55公斤级
9. 弗拉基米尔-图伊奇耶夫：自行车-场地赛 - 男子记分赛
10. 里绍德-索比罗夫：柔道 - 男子60公斤以下级
11. 鲁斯塔姆-卡西姆贾诺夫：国际象棋 - 男子个人赛

### 银牌
1. 阿博斯·阿托耶夫：拳击 - 男子75公斤级
2. 乌兹别克斯坦女子国际象棋队：国际象棋 - 女子团体
3. 纳季娅-杜萨诺娃：田径 - 女子跳高
4. 乌里扬娜-特罗菲莫娃：艺术体操 - 个人全能
5. 博尔佐夫、巴巴贾诺夫：皮划艇-静水 - 男子双人皮艇200米
6. 乌克塔姆忠-拉赫蒙诺夫：拳击 - 男子69公斤级
7. 乌里扬娜-特罗菲莫娃、贾米拉-拉赫马托娃、扎米拉忠-萨诺库洛娃：艺术体操 - 个人全能
8. 库尔班-库尔班诺夫：摔跤 - 男子自由式96公斤级
9. 博尔佐娃、彼得里申娜、舒宾娜、普里列普斯卡娅：皮划艇-静水 - 女子四人皮艇500米
10. 阿克居尔-阿曼姆拉多娃：网球 - 女子单打
11. 丹尼斯-伊斯托明：网球 - 男子单打
12. 古泽尔-胡比耶娃：田径 - 女子100米
13. 列昂尼德-安德烈耶夫：田径 - 男子撑杆跳
14. 伊万-叶夫列莫夫：举重 - 男子105公斤级
15. 季德里、瑙尔扎利耶夫：赛艇 - 男子双人双桨
16. 安东·福金：体操 - 男子双杠
17. 德米特里-基姆：跆拳道 - 男子74公斤以下级
18. 曼苏尔别克-恰舍莫夫：举重 - 男子85公斤级
19. 乌兹别克斯坦男子网球队：网球 - 男子团体
20. 米尔扎希德-法尔莫诺夫：柔道 - 男子66公斤以下级
21. 绍基尔-穆米诺夫：柔道 - 男子81公斤级[2]
22. 季尔绍德-乔里耶夫：柔道 - 男子90公斤以下级
23. 阿卜杜拉-坦格里耶夫：柔道 - 男子100公斤以上级

### 铜牌
1. 里纳特-塔尔祖曼诺夫：田径 - 男子标枪
2. 巴尔诺-米尔扎耶娃：空手道 - 女子组手61公斤以下级
3. 阿列克谢-莫恰洛夫：皮划艇-静水 - 男子单人皮艇200米
4. 古泽尔-胡比耶娃：田径 - 女子200米
5. 桑贾尔别克-拉赫曼诺夫：拳击 - 男子64公斤级
6. 胡尔希德-托吉巴耶夫：拳击 - 男子60公斤级
7. 尤利娅-塔拉索娃：田径 - 女子跳远
8. 戴维-萨尔达泽：摔跤 - 男子古典式96公斤级
9. 埃卡特里娜-基尔科：蹦床 - 女子
10. 叶夫根尼娅-卡里莫娃：跆拳道 - 女子73公斤以上级
11. 赛艇 - 男子八人单桨有舵手
12. 阿尔乔姆-库德里亚绍夫：赛艇 - 男子轻量级单人双桨
13. 扎里娜-米哈伊洛娃：赛艇 - 女子单人双桨
14. 阿克马尔-伊尔加舍夫：跆拳道 - 男子87公斤以上级
15. 佳恩、库兹涅佐夫、穆罗多夫、哈姆扎耶夫：赛艇 - 男子四人单桨无舵手
16. 路易莎-加柳林娜：体操 - 女子平衡木
17. 乌兹别克斯坦女子水球队：水球 - 女子
18. 乌特基尔-库尔班诺夫：柔道 - 男子无差别级
19. 阿列克谢-祖巴列夫、阿列克谢-瑙姆金：皮划艇-激流回旋 - 男子双人划艇
20. 纳夫鲁兹-朱拉科比洛夫：柔道 - 男子73公斤以下级
21. 乌兹别克斯坦女子体操队：体操 - 女子团体
22. 拉姆齐丁-赛伊多夫：柔道 - 男子100公斤以下级
23. 法塔希、马梅多娃、库兹涅佐娃：射击 - 女子10米气步枪团体